# りんくうパピリオ

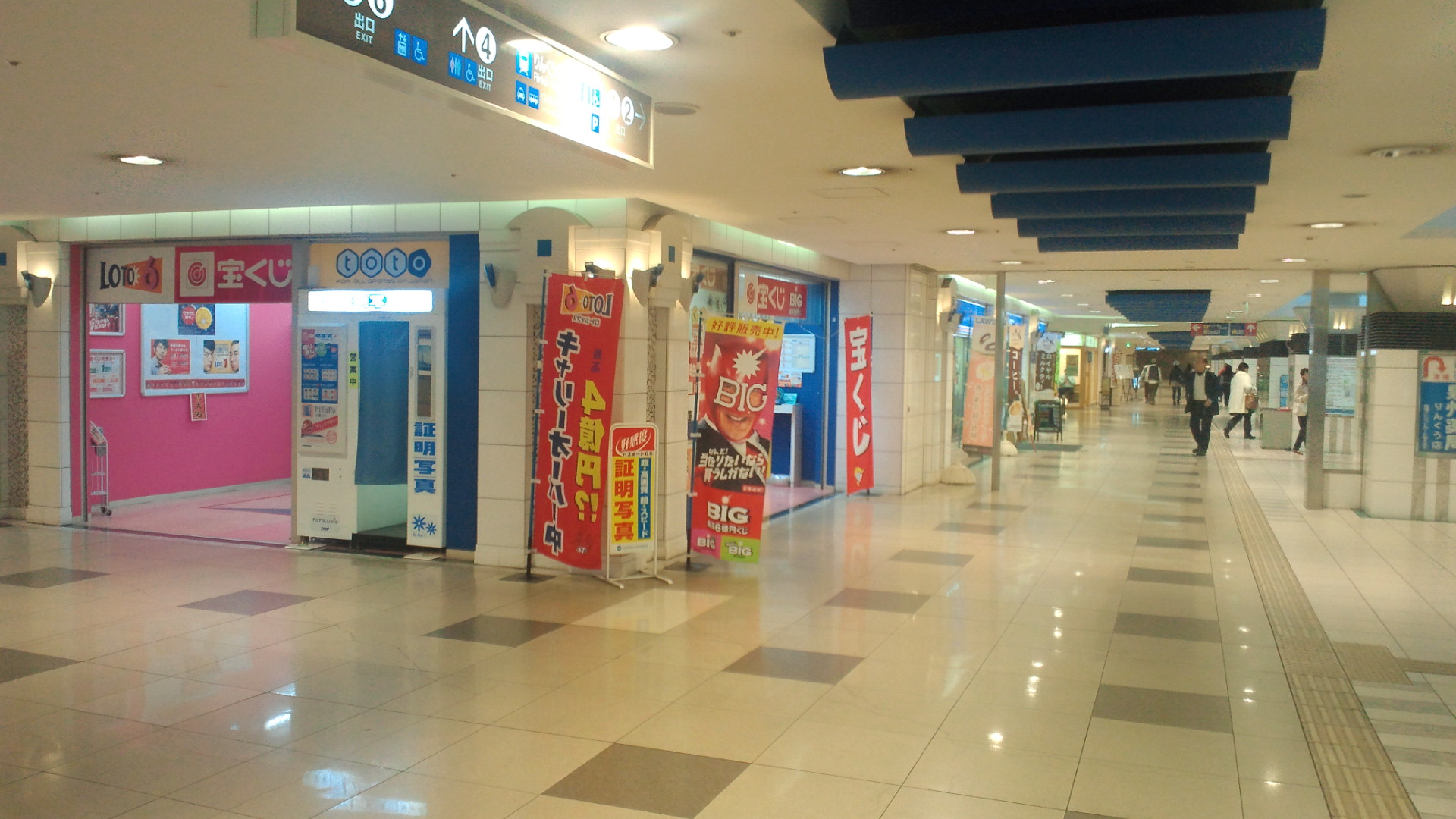
パピリオ構内

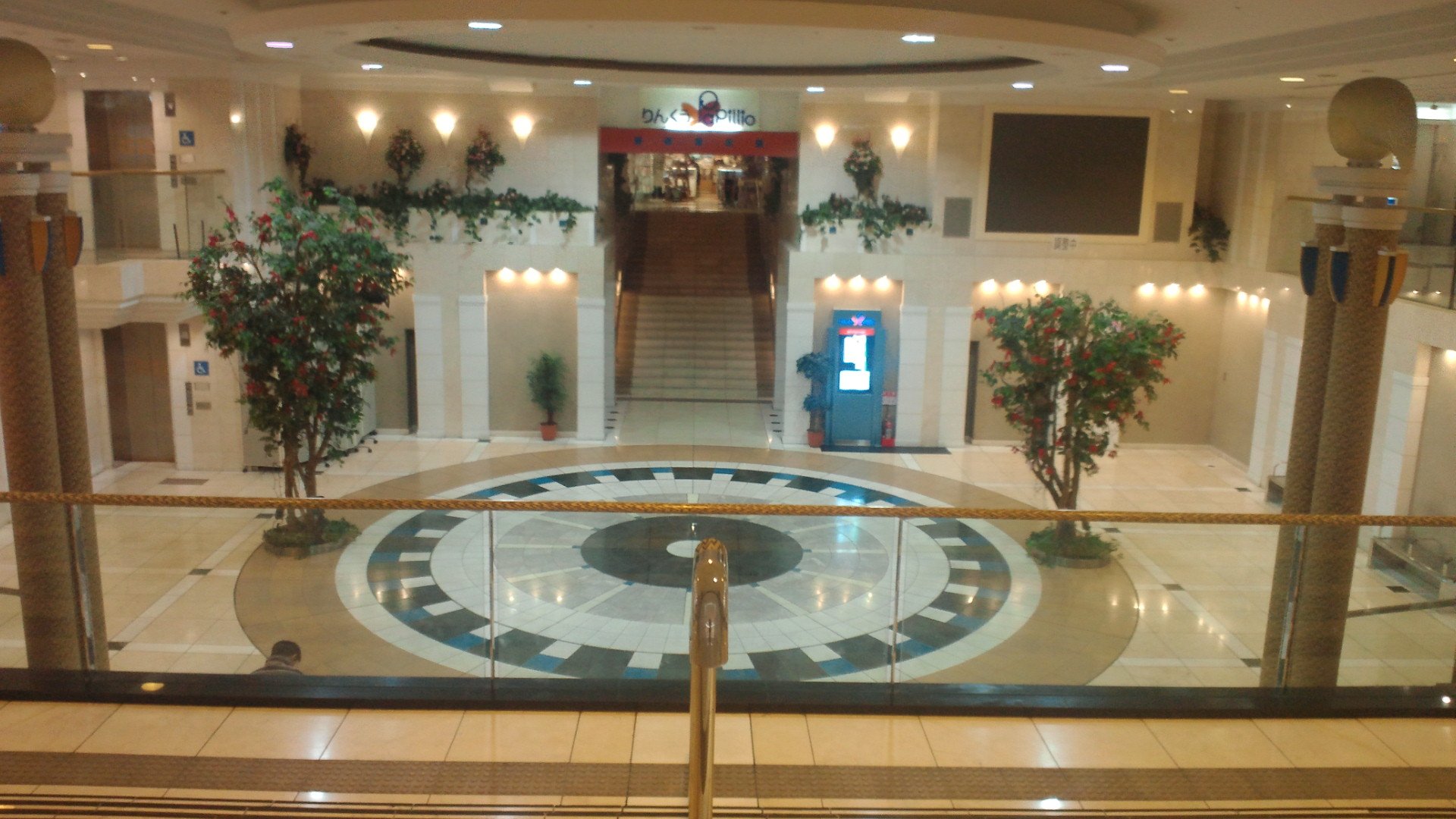
星の広場

りんくうパピリオは、大阪府泉佐野市のりんくうタウン駅ビルにある商業施設の総称。2017年3月31日までは大阪府の外郭団体である一般財団法人大阪府タウン管理財団が管理運営していたが、2017年4月1日より泉佐野市が大阪府より施設を購入した上で、管理運営を行っている。

## 概要
地上2階建ての駅ビルのうち、2階部分にりんくうタウン駅改札口とりんくうパピリオがある。りんくうタウンのセンター機能として、来街者やりんくうタウン駅ビルの利用者へのサービスを行っている。
イベント広場「星の広場」では、文化的な発表の場として有志による音楽イベント等が随時開催されているほか、泉州国際市民マラソンの開催時などに地元自治体等の賑わいイベントが開催されることも多い。
一般府道大阪臨海線（泉佐野岩出線）を挟んで西棟・東棟の2つに分かれており、2階レベルの連絡通路（自由通路）で繋がっている。
24時間運用の国際空港である関西国際空港の対岸に立地しており、駅直近の宿泊施設での利用者が多い。そのため鉄道が運行していない時間帯にも駅にはリムジンバスが発着しており、深夜や早朝でも人通りがある。

## 主な店舗等
西棟
- りんくう　まち処（泉佐野市の観光交流プラザ）
- コンビニエンスストア
- 喫茶、飲食店
- 居酒屋
- 免税店
- ライトウインズりんくうタウン - 場外勝馬投票券発売所
- eスタジアム泉佐野
- 星の広場（イベント広場）
- りんくうタウン駅改札口

東棟（公共公益エリア）
- 薬局、クリニック
- 泉佐野市事務所（都市計画課・建築住宅課・成長戦略室）

※1階に泉佐野警察署りんくうタウン駅前交番、大阪都市計画局 拠点開発室タウン推進課がある。

## 交通アクセス

### 自動車
- 阪神高速4号湾岸線 泉佐野南出入口
- 関西空港自動車道 泉佐野IC

### 鉄道
- JR西日本関西空港線・南海電鉄空港線 りんくうタウン駅下車、徒歩約0分

## 周辺施設
- りんくうタウン駅
- りんくうゲートタワービル
- りんくうプレミアム・アウトレット
- りんくうプレジャータウンSEACLE
- りんくう公園